# Dronningholm Slot
Dronningholm Slot var et dansk middelalderslot anlagt ved den fjord i Nordsjælland, som senere skulle blive til Arresø. 
Valdemar den Store påbegyndte bygningen af slottet, som fuldførtes under Valdemar Sejr o. 1200. Ifølge sagnet fik Dronning Dagmar slottet i morgengave ved deres bryllup.
Slottet blev anlagt i traditionel stil i tegl og med voldgrave og vindebro. Vandstanden i Arresø var på den tid højere end i dag, hvor søen afvandes ved Frederiksværk kanal. Således stod der oprindeligt vand i voldgravene, som i dag er tørlagte.
De originale ruiner er i dag helt forsvundet. I 1930'erne fandt man på marken, som dækkede slotsvoldene, en del mursten, som med hjælp fra Nationalmuseet blev anvendt til en delvis markering af, hvor slottet formentlig har ligget.
Vindebroen havde været i den østre fløj, hvor også et porttårn skulle have rejst sig.
I portgaden blev, da slottet senere havde mistet sin strategiske betydning, etableret en bageovn i kampesten. Dette kan også ses markeret.
Slotsfløjene skulle have bestået af en nordvendt og en vestvendt del med hvælvede lofter. Midt i fløjene er placeret nogle fint tilhuggede granitblokke, som tjente som basis for bærende søjler midt i fløjbygningerne.
I slotsholmens vestre side kan ses markering af et ottekantet tårn.
Slottet menes kun at have været anvendt som forsvarsværk en enkelt gang – under et bondeoprør.
Det hærgedes af brand i 1525 og blev fra 1557 ribbet for bygningsmaterialer, hvoraf en stor del gik til opførelsen af Frederiksborg Slot.